# Relations entre l'Autriche et la Slovaquie
Les relations entre l'Autriche et la Slovaquie ont été établies le 1er janvier 1993. Les deux pays ont 91 km de frontière commune (et les deux capitales sont à moins de 60 km l'une de l'autre) ; il y a environ 25 000 Slovaques habitant en Autriche.
L'Autriche a une ambassade à Bratislava et la Slovaquie a une ambassade et un centre culturel à Vienne et trois consulats honoraires à Innsbruck, Linz et Salzbourg.
Les deux pays font partie de l'UE et sont membres observateurs de l'OIF.